# Leopold Söllner
Leopold Söllner  (* 10. April 1905 in Dietldorf, Bezirksamt Burglengenfeld; † vermutlich in der Sowjetunion) war ein bayerischer Politiker der KPD und antifaschistischer Widerstandskämpfer.

## Leben
Söllner, Sohn eines Schneiders, machte nach dem Abschluss der Volksschule selbst eine Schneiderlehre. 1920 trat er dem Kommunistischen Jugendverband Deutschlands (KJVD) bei. 1924 wurde er Leiter des KJVD-Unterbezirks Heilbronn gewählt und später Vorsitzender des KJVD Südbayern. 1926 wurde er auch KPD-Mitglied und 1928 Gauführer der Roten Jungfront Südbayerns. Er war zudem Mitglied des Einheitsverbandes der Eisenbahner Deutschlands, in dem er auch Funktionen übernahm.
Ab Ende 1928 arbeitete Söllner im Reichsbahnausbesserungswerk München und war dort Leiter der KPD-Betriebszelle. Bis zur Entlassung aus politischen Gründen, die im November 1931 erfolgte, war er Betriebsratsvorsitzender beim Reichsbahnausbesserungswerk München. Söllner gehörte in dieser Zeit der KPD-Bezirksleitung Südbayern an und war von 1930 bis Anfang 1933 Organisationsleiter des Bezirkskomitees der Revolutionären Gewerkschaftsopposition (RGO). Die Übernahme von Funktionen für die RGO waren ein Grund für die Entlassung aus den Diensten der Reichsbahn. Im Juli 1932 wurde Söllner zum Mitglied des Bayerischen Landtags gewählt.
Nach der „Machtergreifung“ der Nationalsozialisten beteiligte sich Söllner am Widerstand und setzte ab April 1933 seine politische Tätigkeit als Agitprop-Funktionär des in der Illegalität tätigen RGO-Bezirkskomitees fort. Im Juli 1933 emigrierte er in die Tschechoslowakei und war dort bis Mitte Dezember 1933 Organisationsleiter der KPD-Emigrantengruppen. Ende 1933 siedelte er in die Sowjetunion über und wurde dort unter dem Parteinamen Max Otto Kursant an der Internationalen Lenin-Schule in Moskau. Im Anschluss an diesen Lehrgang übernahm er im Auftrag des Zentralkomitees der KPD Aufgaben im Ausland. Im September 1938 wurde er aus Deutschland ausgebürgert. Über das weitere Leben von Leopold Söllner ist nur bekannt, dass er vermutlich vom NKWD verhaftet wurde und seitdem verschollen ist. Wahrscheinlich wurde er Opfer der Stalinschen Säuberungen.